# Championnat d'Europe de rugby à XV des moins de 20 ans 2021
Navigation
Championnat d'Europe des moins de 20 ans 2019 Championnat d'Europe des moins de 20 ans 2022
Le championnat d'Europe de rugby à XV des moins de 20 ans 2021 réunit 8 nations.
L'édition 2021 se déroule au Portugal, à Coimbra. La compétition se déroule du dimanche 7 novembre au samedi 13 novembre 2021.
La finale a eu lieu à l'Estadio Municipal Sergio Conceição de Coimbra le samedi 13 novembre 2021. 
L'Espagne est proclamée  championne d'Europe, face au Portugal avec deux essais de Matheo Triki et Juan Fonseca.

## Présentation

### Équipes en compétition
| Equipes       |
| ------------- |
| Allemagne -20 |
| Belgique -20  |
| Espagne -20   |
| Pays-Bas -20  |
| Portugal -20  |
| Roumanie -20  |
| Russie -20    |
| Tchéquie -20  |

### Format
Les 8 équipes participent à un quart de finale. La suite de la compétition se fait par élimination directe à chaque tour. Des matchs de classement ont également lieux.

## Phase finale

### Tableau principal
|  | Quarts de finale                                                    | Quarts de finale                                                     |                                                                      |                                                                      | Demi-finales                                                         | Demi-finales                                                         |    |  | Finale                                                               | Finale                                                               |
|  | Quarts de finale                                                    | Quarts de finale                                                     |                                                                      |                                                                      | Demi-finales                                                         | Demi-finales                                                         |    |  | Finale                                                               | Finale                                                               |
|  |                                                                     |                                                                      |                                                                      |                                                                      |                                                                      |                                                                      |    |  |                                                                      |                                                                      |
|  | le 7 novembre 2021 à 12h00 au Stade Universitaire (en) (Coimbra)    | le 7 novembre 2021 à 12h00 au Stade Universitaire (en) (Coimbra)     |                                                                      |                                                                      | le 10 novembre 2021 à 17h00 au Stade Sérgio Conceição (en) (Coimbra) | le 10 novembre 2021 à 17h00 au Stade Sérgio Conceição (en) (Coimbra) |    |  | le 13 novembre 2021 à 14h00 au Stade Sérgio Conceição (en) (Coimbra) | le 13 novembre 2021 à 14h00 au Stade Sérgio Conceição (en) (Coimbra) |
|  | le 7 novembre 2021 à 12h00 au Stade Universitaire (en) (Coimbra)    | le 7 novembre 2021 à 12h00 au Stade Universitaire (en) (Coimbra)     |                                                                      |                                                                      | le 10 novembre 2021 à 17h00 au Stade Sérgio Conceição (en) (Coimbra) | le 10 novembre 2021 à 17h00 au Stade Sérgio Conceição (en) (Coimbra) |    |  | le 13 novembre 2021 à 14h00 au Stade Sérgio Conceição (en) (Coimbra) | le 13 novembre 2021 à 14h00 au Stade Sérgio Conceição (en) (Coimbra) |
|  | Espagne -20                                                         | 42                                                                   |                                                                      |                                                                      | le 10 novembre 2021 à 17h00 au Stade Sérgio Conceição (en) (Coimbra) | le 10 novembre 2021 à 17h00 au Stade Sérgio Conceição (en) (Coimbra) |    |  | le 13 novembre 2021 à 14h00 au Stade Sérgio Conceição (en) (Coimbra) | le 13 novembre 2021 à 14h00 au Stade Sérgio Conceição (en) (Coimbra) |
|  | Espagne -20                                                         | 42                                                                   |                                                                      |                                                                      | le 10 novembre 2021 à 17h00 au Stade Sérgio Conceição (en) (Coimbra) | le 10 novembre 2021 à 17h00 au Stade Sérgio Conceição (en) (Coimbra) |    |  | le 13 novembre 2021 à 14h00 au Stade Sérgio Conceição (en) (Coimbra) | le 13 novembre 2021 à 14h00 au Stade Sérgio Conceição (en) (Coimbra) |
|  | Allemagne -20                                                       | 18                                                                   |                                                                      |                                                                      | le 10 novembre 2021 à 17h00 au Stade Sérgio Conceição (en) (Coimbra) | le 10 novembre 2021 à 17h00 au Stade Sérgio Conceição (en) (Coimbra) |    |  | le 13 novembre 2021 à 14h00 au Stade Sérgio Conceição (en) (Coimbra) | le 13 novembre 2021 à 14h00 au Stade Sérgio Conceição (en) (Coimbra) |
|  | Allemagne -20                                                       | 18                                                                   | Espagne -20                                                          | 25                                                                   |                                                                      |                                                                      |    |  | le 13 novembre 2021 à 14h00 au Stade Sérgio Conceição (en) (Coimbra) | le 13 novembre 2021 à 14h00 au Stade Sérgio Conceição (en) (Coimbra) |
|  | le 7 novembre 2021 à 14h30 au Stade Universitaire (en) (Coimbra)    |                                                                      | Espagne -20                                                          | 25                                                                   |                                                                      |                                                                      |    |  | le 13 novembre 2021 à 14h00 au Stade Sérgio Conceição (en) (Coimbra) | le 13 novembre 2021 à 14h00 au Stade Sérgio Conceição (en) (Coimbra) |
|  |                                                                     | Pays-Bas -20                                                         | 19                                                                   |                                                                      |                                                                      |                                                                      |    |  | le 13 novembre 2021 à 14h00 au Stade Sérgio Conceição (en) (Coimbra) | le 13 novembre 2021 à 14h00 au Stade Sérgio Conceição (en) (Coimbra) |
|  | Pays-Bas -20                                                        | Pays-Bas -20                                                         | 19                                                                   | 25                                                                   |                                                                      |                                                                      |    |  | le 13 novembre 2021 à 14h00 au Stade Sérgio Conceição (en) (Coimbra) | le 13 novembre 2021 à 14h00 au Stade Sérgio Conceição (en) (Coimbra) |
|  | Pays-Bas -20                                                        |                                                                      |                                                                      | 25                                                                   |                                                                      |                                                                      |    |  | le 13 novembre 2021 à 14h00 au Stade Sérgio Conceição (en) (Coimbra) | le 13 novembre 2021 à 14h00 au Stade Sérgio Conceição (en) (Coimbra) |
|  | Belgique -20                                                        | 13                                                                   |                                                                      |                                                                      |                                                                      |                                                                      |    |  | le 13 novembre 2021 à 14h00 au Stade Sérgio Conceição (en) (Coimbra) | le 13 novembre 2021 à 14h00 au Stade Sérgio Conceição (en) (Coimbra) |
|  | Belgique -20                                                        | 13                                                                   | Espagne -20                                                          | 15                                                                   |                                                                      |                                                                      |    |  |                                                                      |                                                                      |
|  | le 7 novembre 2021 à 17h00 au Stade Sérgio Conceição (en) (Coimbra) |                                                                      | Espagne -20                                                          | 15                                                                   |                                                                      |                                                                      |    |  |                                                                      |                                                                      |
|  |                                                                     | Portugal -20                                                         | 9                                                                    |                                                                      |                                                                      |                                                                      |    |  |                                                                      |                                                                      |
|  | Roumanie -20                                                        | Portugal -20                                                         | 9                                                                    | 26                                                                   |                                                                      |                                                                      |    |  |                                                                      |                                                                      |
|  | Roumanie -20                                                        | le 10 novembre 2021 à 19h30 au Stade Sérgio Conceição (en) (Coimbra) |                                                                      | 26                                                                   |                                                                      |                                                                      |    |  |                                                                      |                                                                      |
|  | Russie -20                                                          | 29                                                                   |                                                                      |                                                                      |                                                                      |                                                                      |    |  |                                                                      |                                                                      |
|  | Russie -20                                                          | 29                                                                   | Russie -20                                                           | 10                                                                   |                                                                      |                                                                      |    |  |                                                                      |                                                                      |
|  | le 7 novembre 2021 à 19h30 au Stade Sérgio Conceição (en) (Coimbra) | le 7 novembre 2021 à 19h30 au Stade Sérgio Conceição (en) (Coimbra)  | Russie -20                                                           | 10                                                                   | Match pour la 3e place                                               | Match pour la 3e place                                               |    |  |                                                                      |                                                                      |
|  | le 7 novembre 2021 à 19h30 au Stade Sérgio Conceição (en) (Coimbra) | le 7 novembre 2021 à 19h30 au Stade Sérgio Conceição (en) (Coimbra)  |                                                                      | Portugal -20                                                         | Match pour la 3e place                                               | Match pour la 3e place                                               | 23 |  |                                                                      |                                                                      |
|  | Portugal -20                                                        | 64                                                                   | le 13 novembre 2021 à 11h00 au Stade Sérgio Conceição (en) (Coimbra) | le 13 novembre 2021 à 11h00 au Stade Sérgio Conceição (en) (Coimbra) |                                                                      |                                                                      | 23 |  |                                                                      |                                                                      |
|  | Portugal -20                                                        | 64                                                                   | le 13 novembre 2021 à 11h00 au Stade Sérgio Conceição (en) (Coimbra) | le 13 novembre 2021 à 11h00 au Stade Sérgio Conceição (en) (Coimbra) |                                                                      |                                                                      |    |  |                                                                      |                                                                      |
|  | Tchéquie -20                                                        | 0                                                                    |                                                                      | Pays-Bas -20                                                         | 14                                                                   |                                                                      |    |  |                                                                      |                                                                      |
|  | Tchéquie -20                                                        | 0                                                                    |                                                                      | Pays-Bas -20                                                         | 14                                                                   |                                                                      |    |  |                                                                      |                                                                      |
|  |                                                                     |                                                                      |                                                                      |                                                                      |                                                                      |                                                                      |    |  | Russie -20                                                           | 39                                                                   |
|  |                                                                     |                                                                      |                                                                      |                                                                      |                                                                      |                                                                      |    |  | Russie -20                                                           | 39                                                                   |

#### Matchs de classement
|  | Demi-finales de classement                                        | Demi-finales de classement                                        |                        |    | Match pour la 5e place                                            | Match pour la 5e place                                            |
|  | Demi-finales de classement                                        | Demi-finales de classement                                        |                        |    | Match pour la 5e place                                            | Match pour la 5e place                                            |
|  |                                                                   |                                                                   |                        |    |                                                                   |                                                                   |
|  | le 13 novembre 2021 à 12h00 au Stade Universitaire (en) (Coimbra) | le 13 novembre 2021 à 12h00 au Stade Universitaire (en) (Coimbra) |                        |    | le 13 novembre 2021 à 14h00 au Stade Universitaire (en) (Coimbra) | le 13 novembre 2021 à 14h00 au Stade Universitaire (en) (Coimbra) |
|  | le 13 novembre 2021 à 12h00 au Stade Universitaire (en) (Coimbra) | le 13 novembre 2021 à 12h00 au Stade Universitaire (en) (Coimbra) |                        |    | le 13 novembre 2021 à 14h00 au Stade Universitaire (en) (Coimbra) | le 13 novembre 2021 à 14h00 au Stade Universitaire (en) (Coimbra) |
|  | Allemagne -20                                                     | 13                                                                |                        |    | le 13 novembre 2021 à 14h00 au Stade Universitaire (en) (Coimbra) | le 13 novembre 2021 à 14h00 au Stade Universitaire (en) (Coimbra) |
|  | Allemagne -20                                                     | 13                                                                |                        |    | le 13 novembre 2021 à 14h00 au Stade Universitaire (en) (Coimbra) | le 13 novembre 2021 à 14h00 au Stade Universitaire (en) (Coimbra) |
|  | Belgique -20                                                      | 17                                                                |                        |    | le 13 novembre 2021 à 14h00 au Stade Universitaire (en) (Coimbra) | le 13 novembre 2021 à 14h00 au Stade Universitaire (en) (Coimbra) |
|  | Belgique -20                                                      | 17                                                                | Belgique -20           | 24 |                                                                   |                                                                   |
|  | le 13 novembre 2021 à 14h30 au Stade Universitaire (en) (Coimbra) |                                                                   | Belgique -20           | 24 |                                                                   |                                                                   |
|  |                                                                   | Roumanie -20                                                      | 34                     |    |                                                                   |                                                                   |
|  | Roumanie -20                                                      | Roumanie -20                                                      | 34                     | 41 |                                                                   |                                                                   |
|  | Roumanie -20                                                      |                                                                   |                        | 41 |                                                                   |                                                                   |
|  | Tchéquie -20                                                      | 20                                                                |                        |    |                                                                   |                                                                   |
|  | Tchéquie -20                                                      | 20                                                                | Match pour la 7e place |    |                                                                   |                                                                   |
|  |                                                                   |                                                                   |                        |    |                                                                   |                                                                   |
|  | le 13 novembre 2021 à 11h00 au Stade Universitaire (en) (Coimbra) |                                                                   |                        |    |                                                                   |                                                                   |
|  |                                                                   |                                                                   |                        |    |                                                                   |                                                                   |
|  | Allemagne -20                                                     | 37                                                                |                        |    |                                                                   |                                                                   |
|  | Allemagne -20                                                     | 37                                                                |                        |    |                                                                   |                                                                   |
|  | Tchéquie -20                                                      | 18                                                                |                        |    |                                                                   |                                                                   |
|  | Tchéquie -20                                                      | 18                                                                |                        |    |                                                                   |                                                                   |

## Résultats détaillés

### Quarts de finale
| 7 novembre 2021 12h00 | Espagne | 47-18 (22-13) | Allemagne | Stade Universitaire (en) (Coimbra) 150 spectateurs Arbitre : Aled Evans |
| 7 novembre 2021 12h00 | Essai(s) : Álvaro Rodríguez (9e), Jeremy Trevithick (21e), Gonzalo Gonzalez (26e), Hector Matamoros (43e), essai de pénalité (65e), Egoitz Garcia (73e), Juan Fonseca (78e) Transformation(s) : Joaquín Gali 2 (22e, 27e) Pénalité(s) : Joaquín Gali (18e), Xabier Martin (50e) Carton(s) jaune(s) : Joan Terol (67e) | Rapport       | Essai(s) : Bastian Brunello (36e), Oluwaseyi Ajeigbe (41e) Transformation(s) : Benedikt Spiess (37e) Pénalité(s) : Benedikt Spiess 2 (7e, 11e) Carton(s) jaune(s) : Manuel Carrier (66e) | Stade Universitaire (en) (Coimbra) 150 spectateurs Arbitre : Aled Evans |
| 7 novembre 2021 12h00 | | Rapport       | | Stade Universitaire (en) (Coimbra) 150 spectateurs Arbitre : Aled Evans |

| 7 novembre 2021 14h30 | Pays-Bas | 25-13 (8-10) | Belgique | Stade Universitaire (en) (Coimbra) Arbitre : Paulo Duarte |
| 7 novembre 2021 14h30 | Essai(s) : Timon Vijn 2 (33e, 67e), Tim de Jong (61e) Transformation(s) : Kai van Kampen 2 (62e, 68e) Pénalité(s) : Kai van Kampen 2 (6e, 47e) Carton(s) jaune(s) : Tim de Jong (8e) | Rapport      | Essai(s) : essai de pénalité (8e) Pénalité(s) : Timothé Rifon 2 (14e, 60e) Carton(s) jaune(s) : Bruno Vliegen (22e) | Stade Universitaire (en) (Coimbra) Arbitre : Paulo Duarte |
| 7 novembre 2021 14h30 | | Rapport      | | Stade Universitaire (en) (Coimbra) Arbitre : Paulo Duarte |

| 7 novembre 2021 17h00 | Roumanie | 26-29 a. p. (19-13) | Russie | Stade Sérgio Conceição (en) (Coimbra) 200 spectateurs Arbitre : Shota Tevzadze |
| 7 novembre 2021 17h00 | Essai(s) : Sergiu Puescu (23e), Alexandru Arnautu (42e) Transformation(s) : Alin Conache (en) 2 (24e, 43e) Pénalité(s) : Alin Conache 3 (9e, 26e, 35e) Drop(s) : Alin Conache (17e) Carton(s) jaune(s) : Toma Mirzac (90e) | Rapport             | Essai(s) : Vladislav Artemenko (30e), Nikita Arlashov (48e), Viktor Telnov (61e) Transformation(s) : Maksim Shevtsov (31e) Pénalité(s) : Maxime Feougier 3 (3e, 58e, 91e), Maksim Shevtsov (40e) Carton(s) jaune(s) : Vladislav Artemenko (14e) | Stade Sérgio Conceição (en) (Coimbra) 200 spectateurs Arbitre : Shota Tevzadze |
| 7 novembre 2021 17h00 | | Rapport             | | Stade Sérgio Conceição (en) (Coimbra) 200 spectateurs Arbitre : Shota Tevzadze |

| 7 novembre 2021 19h30 | Portugal | 64-0 (33-0) | Tchéquie                               | Stade Sérgio Conceição (en) (Coimbra) Arbitre : Jonny Perriam |
| 7 novembre 2021 19h30 | Essai(s) : Francisco Silva (4e), Antonio Cerejo (18e), essai de pénalité (27e), José Paiva dos Santos 2 (30e, 43e), João Vieira (40e), António Campos (54e), Duarte Morais 2 (69e, 77e), Nuno Peixoto (74e) Transformation(s) : Domingos Cabral 6 (5e, 19e, 31e, 44e, 55e, 78e) | Rapport     | Carton(s) jaune(s) : David Mašek (27e) | Stade Sérgio Conceição (en) (Coimbra) Arbitre : Jonny Perriam |
| 7 novembre 2021 19h30 | | Rapport     |                                        | Stade Sérgio Conceição (en) (Coimbra) Arbitre : Jonny Perriam |

### Demi-finales de classement
| 10 novembre 2021 12h00 | Allemagne | 13-17 (13-0) | Belgique | Stade Universitaire (en) (Coimbra) Arbitre : Shota Tevzadze |
| 10 novembre 2021 12h00 | Essai(s) : Viktor Meier (7e) Transformation(s) : Benedikt Spiess (8e) Pénalité(s) : Benedikt Spiess 2 (26e, 40e) | Rapport      | Essai(s) : Spike Brain Jangen (49e), Lucas Rassinfosse (65e) Transformation(s) : Timothé Rifon 2 (49e, 65e) Pénalité(s) : Marius Dehoust (78e) Carton(s) jaune(s) : Lucas Rassinfosse (36e) | Stade Universitaire (en) (Coimbra) Arbitre : Shota Tevzadze |
| 10 novembre 2021 12h00 | | Rapport      | | Stade Universitaire (en) (Coimbra) Arbitre : Shota Tevzadze |

| 10 novembre 2021 14h30 | Roumanie | 41-20 (35-3) | Tchéquie | Stade Universitaire (en) (Coimbra) 150 spectateurs Arbitre : Paulo Duarte |
| 10 novembre 2021 14h30 | Essai(s) : Corrado Ștețco (6e), Toma Mîrzac (9e), Ovidiu Neagu (19e), Kemal Altinok 2 (29e, 40e) Transformation(s) : Ovidiu Neagu 2 (7e, 10e), Alin Conache (en) 3 (20e, 30e, 40e) Pénalité(s) : Alin Conache 2 (63e, 79e) | Rapport      | Essai(s) : Jan Matěj Haš (42e), Jakub Hrdlička (56e), Joseph Maybey (72e) Transformation(s) : Sam Dupuy (57e) Pénalité(s) : Adam Putna (24e) | Stade Universitaire (en) (Coimbra) 150 spectateurs Arbitre : Paulo Duarte |
| 10 novembre 2021 14h30 | | Rapport      | | Stade Universitaire (en) (Coimbra) 150 spectateurs Arbitre : Paulo Duarte |

### Demi-finales
| 10 novembre 2021 17h00 | Espagne | 25-19 (6-13) | Pays-Bas | Stade Sérgio Conceição (en) (Coimbra) Arbitre : Jonny Periam |
| 10 novembre 2021 17h00 | Essai(s) : Jeremy Trevithick (47e), Juan Fonseca (52e), Arnau Andrés I Comes (78e) Transformation(s) : Arnau Andrés I Comes 2 (48e, 78e) Pénalité(s) : Arnau Andrés I Comes 2 (11e, 37e) Carton(s) rouge(s) : Ike Irusta (75e) | Rapport      | Essai(s) : Jade Plane (35e) Transformation(s) : Kai van Kampen (35e) Pénalité(s) : Kai van Kampen 3 (6e, 23e, 71e) Drop(s) : Kai van Kampen (80e) | Stade Sérgio Conceição (en) (Coimbra) Arbitre : Jonny Periam |
| 10 novembre 2021 17h00 | | Rapport      | | Stade Sérgio Conceição (en) (Coimbra) Arbitre : Jonny Periam |

| 10 novembre 2021 19h30 | Russie | 10-23 (3-14) | Portugal | Stade Sérgio Conceição (en) (Coimbra) 250 spectateurs Arbitre : Aled Evans |
| 10 novembre 2021 19h30 | Essai(s) : Maksim Shevtsov (54e) Transformation(s) : Kirill Gavrichkov (55e) Pénalité(s) : Boris Kontselidze (19e) Carton(s) jaune(s) : Dmitry Drozhdin (71e) | Rapport      | Essai(s) : Duarte Morais (10e), Diogo Rodrigues (30e) Transformation(s) : Francisco Menéres (11e), Domingos Cabral (31e) Pénalité(s) : Domingos Cabral 3 (52e, 72e, 77e) | Stade Sérgio Conceição (en) (Coimbra) 250 spectateurs Arbitre : Aled Evans |
| 10 novembre 2021 19h30 | | Rapport      | | Stade Sérgio Conceição (en) (Coimbra) 250 spectateurs Arbitre : Aled Evans |

### Finales

#### 7ème place
| 13 novembre 2021 11h00 | Allemagne | 37-18 (19-10) | Tchéquie | Stade Universitaire (en) (Coimbra) Arbitre : Jonny Periam |
| 13 novembre 2021 11h00 | Essai(s) : Hannes Adler (9e), Manuel Carrier (39e), Chris Umeh (68e), Oluwaseyi Ajeigbe (79e) Transformation(s) : Benedikt Spiess (80e) Pénalité(s) : Benedikt Spiess 5 (6e, 14e, 27e, 61e, 65e) | Rapport       | Essai(s) : Sam Dupuy (23e), Kryštof Zeman (35e), Jakub Hrdlička (51e) Pénalité(s) : Alessandro Bonetti (42e) | Stade Universitaire (en) (Coimbra) Arbitre : Jonny Periam |
| 13 novembre 2021 11h00 | | Rapport       | | Stade Universitaire (en) (Coimbra) Arbitre : Jonny Periam |

#### 5ème place
| 13 novembre 2021 14h00 | Belgique | 24-34 (12-16) | Roumanie | Stade Universitaire (en) (Coimbra) Arbitre : Paulo Duarte |
| 13 novembre 2021 14h00 | Essai(s) : Lucas Rassinfosse 2 (27e, 39e), Flor Van Den Bussche (70e), Timothé Rifon (79e) Transformation(s) : Timothé Rifon 2 (28e, 80e) | Rapport       | Essai(s) : Darin Onț 2 (12e, 76e), Alexander Dinu (46e) Transformation(s) : Alin Conache (en) 2 (13e, 77e) Pénalité(s) : Alin Conache 5 (2e, 10e, 21e, 44e, 55e) Carton(s) jaune(s) : Simonel Robert Hîncu (29e) | Stade Universitaire (en) (Coimbra) Arbitre : Paulo Duarte |
| 13 novembre 2021 14h00 | | Rapport       | | Stade Universitaire (en) (Coimbra) Arbitre : Paulo Duarte |

#### 3ème place
| 13 novembre 2021 11h00 | Russie | 39-14 (24-9) | Pays-Bas | Stade Sérgio Conceição (en) (Coimbra) Arbitre : Aled Evans |
| 13 novembre 2021 11h00 | Essai(s) : Denis Semikov (6e), Maksim Shevtsov 3 (10e, 28e, 47e), Arseny Petrushinin (67e) Transformation(s) : Kirill Gavrichkov 4 (7e, 11e, 29e, 48e) Pénalité(s) : Kirill Gavrichkov 2 (21e, 44e) | Rapport      | Essai(s) : Lukas Paskins (56e) Pénalité(s) : Kai van Kampen 3 (4e, 8e, 17e) Carton(s) jaune(s) : Lukas Paskins (66e), Mika Zetzema (76e) | Stade Sérgio Conceição (en) (Coimbra) Arbitre : Aled Evans |
| 13 novembre 2021 11h00 | | Rapport      | | Stade Sérgio Conceição (en) (Coimbra) Arbitre : Aled Evans |

#### Finale
| 13 novembre 2021 14h00 | Espagne | 15-9 (8-9) | Portugal | Stade Sérgio Conceição (en) (Coimbra) Arbitre : Shota Tevzadze |
| 13 novembre 2021 14h00 | Essai(s) : Matheo Triki (36e), Juan Fonseca (80e) Transformation(s) : Joaquin Gali (80e) Pénalité(s) : Arnau Andrés I Comes (24e) Carton(s) jaune(s) : Hector Matamoros (40e), Alvaro Rodriguez (59e) Carton(s) rouge(s) : Matheo Triki (80e) | Rapport    | Pénalité(s) : Domingos Cabral 3 (3e, 12e, 40e) Carton(s) jaune(s) : José Paiva dos Santos (55e) Carton(s) rouge(s) : Tomás da Cunha (80e) | Stade Sérgio Conceição (en) (Coimbra) Arbitre : Shota Tevzadze |
| 13 novembre 2021 14h00 | | Rapport    | | Stade Sérgio Conceição (en) (Coimbra) Arbitre : Shota Tevzadze |

| Titulaires · Jeremy Trevithick 15 · Xabier Martin 14 · Pau Aira 13 · Arnau Andrés I Comes 12 · Juan Fonseca 11 · Joaquin Gali 10 · Ike Irusta 9 · Matheo Triki 8 · Imanol Urraza 7 · Alvaro Rodriguez 6 · Hector Matamoros 5 · Agustin Agnelet 4 · Iker Aduriz 3 · Gonzalo Gonzalez 2 · Lucas Santamaria 1 · Remplaçants · Santiago Peñalba 16 · Juan Carlos Sanchez 17 · Marc Ruiz 18 · Pablo Gomez 19 · José Ramon Borraz 20 · Angus Judkins 21 · Egoitz Garcia 22 · Alex Saleta 23 · Enrique Cuadrado 24 · |  | Titulaires 15 Diogo Rodrigues 14 Duarte Morais 25 João Vieira 13 José Paiva dos Santos 12 João Rosa 10 Domingos Cabral 9 Vasco António 8 Nuno Peixoto 7 Antonio Cerejo 6 Francisco Silva 5 Simon Burke 4 Tiago Albuquerque 3 Pierre-Mathieu Fernandes 2 Miguel Seoane 1 Miguel Nunes Remplaçants 16 António Maltez 17 Pedro Vicente 18 António Costa 19 Gonçalo Costa 20 Tomás da Cunha 21 João Samarão 22 Miguel Máximo 24 Francisco Menéres 11 Diogo Salgado 26 Vasco Durão |